# Alexander Bogner
Alexander Bogner (* 1969 in München) ist ein deutscher Soziologe.
Bogner forscht als Senior Scientist am Institut für Technikfolgen-Abschätzung (ITA) der Österreichischen Akademie der Wissenschaften. Von 2017 bis 2019 war er Professor für Soziologie an der Universität Innsbruck. Seit 2019 amtiert er als Präsident der Österreichischen Gesellschaft für Soziologie (ÖGS).

## Werdegang
Bogner studierte Soziologie an den Universitäten Salzburg, Marburg und Frankfurt am Main, wo er 1998 den Diplomstudiengang abschloss. 2003 promovierte er mit einer Studie zum Umgang mit Ungewissheit und Nichtwissen in der Pränataldiagnostik an der Universität Wien. 2010 wurde dort seine Habilitationsschrift zur Ethisierung von Technikkonflikten angenommen.
Von 2000 bis 2002 war Bogner Forschungsassistent am Institut für Höhere Studien in Wien und wurde 2002 wissenschaftlicher Mitarbeiter am ITA. Zwischen 2006 und 2009 war er zu Forschungsaufenthalten an der Universität Basel, an der Ludwig-Maximilians-Universität München, am Institut für Sozialforschung in Frankfurt am Main sowie an der California State University, Sacramento. 2010/11 war er Assistenzprofessor an der Alpen-Adria-Universität in Klagenfurt. Seit 2011 forscht er wieder am ITA hauptsächlich im Arbeitsbereich Governance kontroverser Technologien verantwortlich. Zugleich übernahm er Lehraufträge an deutschen und österreichischen Universitäten und von 2017 bis 2019 eine Professur an der Universität Innsbruck.

## Schriften (Auswahl)
- Die Epistemisierung des Politischen. Wie die Macht des Wissens die Demokratie gefährdet. Reclam, Ditzingen 2021, ISBN 978-3-15-014083-3.
- Gesellschaftsdiagnosen. Ein Überblick. 3. Auflage, Beltz Juventa, Weinheim 2018, ISBN 978-3-7799-3741-8.
- Mit Beate Littig und Wolfgang Menz: Interviews mit Experten. Eine praxisorientierte Einführung. Springer VS, Wiesbaden 2014, ISBN 978-3-531-19415-8.
- Als Herausgeber mit Helge Torgersen: Wozu Experten? Ambivalenzen der Beziehung von Wissenschaft und Politik. VS, Verlag für Sozialwissenschaften, Wiesbaden 2005, ISBN 978-3-531-14515-0.